# Kosuke Fukudome
Kosuke Fukudome (福留 孝介, Fukudome Kōsuke, né le 26 avril 1977 à Ōsaki, Japon) est un joueur japonais de baseball des Ligues majeures de baseball. Il est présentement sous contrat avec les Hanshin Tigers.
Avant son arrivée en Ligue majeure chez les Cubs de Chicago, il joue neuf saisons avec les Chunichi Dragons dans le Championnat du Japon de baseball où il est élu Meilleur joueur de la Ligue centrale en 2006. Avec l'équipe du Japon de baseball, il remporte une médaille d'argent aux Jeux olympiques de 1996, une médaille de bronze aux Jeux olympiques de 2004 et la première édition de la Classique mondiale de baseball. 

## Biographie

### Chunichi Dragons (1999-2007)
Fukudome est drafté en 1998 par les Chunichi Dragons en tant qu'arrêt-court. Dès sa première saison chez les professionnels, il joue 132 matches pour une moyenne au bâton de 0,284 et 16 coups de circuit. Il joue neuf saisons avec les Chunichi Dragons dans le Championnat du Japon de baseball où il a été élu Meilleur joueur de la Ligue centrale en 2006. Cette saison-là, il affiche une moyenne au bâton de 0,351 et 31 coups de circuit.
Avec l'équipe du Japon de baseball, il remporte une médaille d'argent aux Jeux olympiques de 1996, une médaille de bronze aux Jeux olympiques de 2004 et la première édition de la Classique mondiale de baseball.

### Cubs de Chicago(2008-2011)
Devenu agent libre en novembre 2007, il signe un contrat de 48 millions de dollars pour jouer quatre saisons chez les Cubs de Chicago.

#### Saison 2008
Sélectionné au match des étoiles, où il est champ centre partant dans l'équipe de la Ligue nationale, Fukudome est sixième au vote tenu pour élire la recrue de l'année de la saison 2008. Il prend part à la belle saison des Cubs et maintient une moyenne au bâton de ,257 avec 129 coups sûrs dont 10 circuits, 58 points produits, 79 points marqués et 12 vols de buts. L'aventure des Cubs s'arrête au premier tour des séries éliminatoires. Face aux Dodgers de Los Angeles, où Chicago subit trois défaites de suite en Série de divisions, Fukudome n'obtient qu'un seul coup sûr en dix passages au bâton.

#### Saison 2009
En 2009, Fukudome présente des statistiques offensives à peu de chose près semblables à celle de sa première saison dans les majeures : il frappe pour ,259 de moyenne avec 129 coups sûrs, 11 circuits, 54 points produits et 79 points marqués en 146 matchs joués, soit quatre de moins que l'année précédente. 

#### Saison 2010
En 2010, Fukudome frappe pour ,263 pour les Cubs avec un nouveau sommet personnel de 14 coups de circuit. Il produit 44 points pour son équipe.

### Indians de Cleveland (2011)
Le 28 juillet 2011, les Cubs de Chicago échangent Kosuke Fukudome, alors à sa dernière année de contrat, aux Indians de Cleveland contre deux jeunes joueurs des ligues mineures : le voltigeur Abner Abreu et le lanceur Carlton Smith. Fukudome affiche la meilleure moyenne au bâton de sa carrière en Ligues majeures (,273) après 87 parties chez les Cubs, mais n'a que trois circuits et 13 points produits durant cette période. Il termine l'année avec une moyenne de ,262 et 35 points produits. 

### White Sox de Chicago
Le 14 février 2012, Fukudome signe un contrat d'une saison avec les White Sox de Chicago. Fukudome frappe pour ,171 de moyenne au bâton en 24 matchs pour les White Sox en 2012. Placé au ballottage par les White Sox à la fin juin, aucune équipe ne le réclame et il est libéré de son contrat le 26 juin.

### Yankees de New York
Le 13 juillet 2012, Fukudome signe un contrat des ligues mineures avec les Yankees de New York.

## Statistiques
| Saison | Équipe   | G    | AB   | R   | H    | 2B  | 3B | HR  | RBI | SB | BA    |
| ------ | -------- | ---- | ---- | --- | ---- | --- | -- | --- | --- | -- | ----- |
| 1999   | Chunichi | 132  | 461  | 76  | 131  | 25  | 2  | 16  | 52  | 4  | 0,284 |
| 2000   | Chunichi | 97   | 316  | 50  | 80   | 18  | 2  | 13  | 42  | 8  | 0,253 |
| 2001   | Chunichi | 120  | 375  | 51  | 94   | 22  | 2  | 15  | 56  | 8  | 0,251 |
| 2002   | Chunichi | 140  | 542  | 85  | 186  | 42  | 3  | 19  | 65  | 4  | 0,343 |
| 2003   | Chunichi | 140  | 528  | 107 | 165  | 30  | 11 | 34  | 96  | 10 | 0,312 |
| 2004   | Chunichi | 92   | 350  | 61  | 97   | 19  | 7  | 23  | 81  | 8  | 0,277 |
| 2005   | Chunichi | 142  | 515  | 102 | 169  | 39  | 6  | 28  | 103 | 13 | 0,328 |
| 2006   | Chunichi | 130  | 496  | 117 | 174  | 47  | 5  | 31  | 104 | 11 | 0,351 |
| 2007   | Chunichi | 81   | 269  | 64  | 79   | 22  | 0  | 13  | 48  | 5  | 0,294 |
| 2013   | Hanshin  | 63   | 212  | 18  | 42   | 11  | 0  | 6   | 31  | 0  | 0,198 |
| 2014   | Hanshin  | 104  | 312  | 20  | 79   | 8   | 0  | 9   | 34  | 1  | 0,253 |
| 2015   | Hanshin  | 140  | 495  | 53  | 139  | 24  | 3  | 20  | 76  | 1  | 0,281 |
| Totaux | Totaux   | 1381 | 4871 | 804 | 1435 | 307 | 41 | 227 | 788 | 73 | 0,296 |

| Saison | Équipe | G | AB | R | H | 2B | 3B | HR | RBI | SB | BA |
| ------ | ------ | - | -- | - | - | -- | -- | -- | --- | -- | -- |
| Totaux | Totaux | ? | ?  | ? | ? | ?  | ?  | ?  | ?   | ?  | ?  |

| Saison | Équipe            | G   | AB   | R   | H   | 2B  | 3B | HR | RBI | SB | BA    |
| ------ | ----------------- | --- | ---- | --- | --- | --- | -- | -- | --- | -- | ----- |
| 2008   | Chicago Cubs      | 150 | 501  | 79  | 129 | 25  | 3  | 10 | 58  | 12 | 0,257 |
| 2009   | Chicago Cubs      | 146 | 499  | 79  | 129 | 38  | 5  | 11 | 54  | 6  | 0,259 |
| 2010   | Chicago Cubs      | 130 | 358  | 45  | 94  | 20  | 2  | 13 | 44  | 7  | 0,263 |
| 2011   | Chicago Cubs      | 87  | 293  | 33  | 80  | 15  | 2  | 3  | 13  | 2  | 0,273 |
| 2011   | Cleveland Indians | 59  | 237  | 26  | 59  | 12  | 1  | 5  | 22  | 2  | 0,249 |
| 2012   | Chicago White Sox | 24  | 41   | 2   | 7   | 1   | 0  | 0  | 4   | 0  | 0,171 |
| Totaux | Totaux            | 596 | 1929 | 264 | 498 | 111 | 13 | 42 | 195 | 29 | 0,258 |

| Saison | Équipe       | G | AB | R | H | 2B | 3B | HR | RBI | SB | BA    |
| ------ | ------------ | - | -- | - | - | -- | -- | -- | --- | -- | ----- |
| 2008   | Chicago Cubs | 3 | 10 | 0 | 1 | 0  | 0  | 0  | 0   | 0  | 0,100 |
| Totaux | Totaux       | 3 | 10 | 0 | 1 | 0  | 0  | 0  | 0   | 0  | 0,100 |

Note : G = Matches joués ; AB = Passages au bâton; R = Points ; H = Coups sûrs ; 2B = Doubles ; 3B = Triples ; 
HR = Coup de circuit ; RBI = Points produits ; SB = Buts volés ; BA = Moyenne au bâton.